# قزل‌حصار (کرج)
قزل حصار (کرج)، روستایی از توابع بخش مرکزی شهرستان کرج در استان البرز ایران است.

## جمعیت
این روستا در دهستان محمدآباد قرار دارد و براساس سرشماری مرکز آمار ایران در سال ۱۳۸۵، جمعیت آن ۸۰۷ نفر (۲۰۸خانوار) بوده‌است.

## تاریخچه
قزل حصار در دوره قاجار متعلق به کامران میرزا پسر ناصرالدین شاه بوده است. در سال ۱۳۰۰ خورشیدی فردی به نام میرزا على‌محمد خان منفرد در پی طلبی که از کامران میرزا داشت، به دادگاه شکایت کرد. دادگاه قرار تأمین صادر و قزل‌حصار را همراه با روستاهای خسروآباد جاجرود، صباآباد و سه فقره دیگر از املاک کامران میرزا توقیف کرد. اما کامران میرزا بی اعتنا به قرار محکمه، همین املاک توقیف شده را به فردی به نام اسلامى، مدیر مدرسه اسلامیه در تهران فروخت که به دستور عبدالحسین تیمورتاش وزیرعدلیه وقت، از معامله جلوگیری شد. 
از نتیجه دعوای میان کامران میرزا و منفرد اطلاعی در دست نیست اما در سالهای بعد، قزل‌حصار از املاک خالصه (دولتی) ثبت و از سال ۱۳۱۰ به مدت پانزده سال برای کشت چغندر به «مؤسسه قند سازى کرج» واگذار شده است. 